# Шумейка (Енгельський район)
Шумейка (рос. Шумейка) — село у Енгельському районі Саратовської області Російської Федерації.
Населення становить 1469 осіб. Орган місцевого самоврядування — Красноярське муніципальне утворення.

## Історія
Населений пункт розташований у межах українського історичного та культурного регіону Жовтий Клин.
До 1941 року належав до АРСР Німців Поволжя. Орган місцевого самоврядування від 2004 року — Красноярське муніципальне утворення.

## Населення
| 2010 | 2015  |
| ---- | ----- |
| 1408 | ↗1469 |